# Finale Europacup I 1975
De finale van de Europacup I van het seizoen 1974/75 werd gehouden op 28 mei 1975 in het Parc des Princes in Parijs. Bayern München was net als een jaar eerder een van de finalisten. De West-Duitsers wonnen ditmaal met 2-0 van het bikkelharde Leeds United en veroverden zo hun tweede Europacup I op rij.
De wedstrijd werd ontsierd door heel wat vuile tackles en het twijfelachtig optreden van de Franse scheidsrechter Michel Kitabdjian. Franz Beckenbauer, de sierlijke libero van Bayern, kreeg in de eerste helft een bal tegen zijn arm in het strafschopgebied. De arbiter legde de bal niet op de stip. Toen hij wat later Alan Clarke deed struikelen, vond Kitabdjian het opnieuw geen strafschop.
De Britten lieten zich dan weer opvallen door hun harde speelstijl. Rechtsachter Björn Andersson werd al na drie minuten van het veld geschopt door Terry Yorath en Uli Hoeneß liep een zware knieblessure op na een overtreding van Frank Gray. De Duitse aanvaller herstelde nooit volledig van de blessure en moest op 28-jarige leeftijd al een punt zetten achter zijn spelerscarrière. Ook de loopbaan van Andersson zat er een paar jaar later op.
Leeds werd door het gevaarlijk spel voor vier jaar verbannen uit het Europees voetbal. De club ging in beroep en kreeg een strafvermindering van twee jaar. Uiteindelijk werd de straf nooit uitgevoerd, omdat Leeds op sportief vlak wegzakte en niet meer in aanmerking kwam voor Europees voetbal.

## Wedstrijd
|             |                     |       |              |                                                                                             |
| 28 mei 1975 | Bayern München      | 2 – 0 | Leeds United | Parc des Princes, Parijs Toeschouwers: 48.374 Scheidsrechter: Michel Kitabdjian (Frankrijk) |
| 28 mei 1975 | Roth 71' Müller 81' |       |              | Parc des Princes, Parijs Toeschouwers: 48.374 Scheidsrechter: Michel Kitabdjian (Frankrijk) |

| Bayern | Leeds |

| Bayern München: |    |                          |     |
|                 |    |                          |     |
| GK              | 1  | Sepp Maier               |     |
| RB              | 2  | Björn Andersson          | 4'  |
| CB              | 4  | Hans-Georg Schwarzenbeck |     |
| CB              | 5  | Franz Beckenbauer        |     |
| LB              | 3  | Bernd Dürnberger         |     |
| MF              | 8  | Rainer Zobel             |     |
| MF              | 6  | Franz Roth               |     |
| MF              | 11 | Hans-Josef Kapellmann    |     |
| RW              | 7  | Conny Torstensson        |     |
| CF              | 9  | Gerd Müller              |     |
| LW              | 10 | Uli Hoeneß               | 42' |
| Wisselspelers:  |    |                          |     |
| FW              | 12 | Klaus Wunder             | 42' |
| MF              | 13 | Sepp Weiß                | 4'  |
| FW              | 14 | Karl-Heinz Rummenigge    |     |
| DF              | 15 | Günther Weiß             |     |
| GK              | 16 | Hugo Robl                |     |
| Coach:          |    |                          |     |
| Dettmar Cramer  |    |                          |     |

| Leeds United:  |    |                 |     |
|                |    |                 |     |
| GK             | 1  | David Stewart   |     |
| RB             | 2  | Paul Reaney     | 7'  |
| CB             | 5  | Paul Madeley    |     |
| CB             | 6  | Norman Hunter   | 83' |
| LB             | 3  | Frank Gray      |     |
| RM             | 7  | Peter Lorimer   |     |
| CM             | 4  | Billy Bremner   |     |
| CM             | 10 | Johnny Giles    |     |
| LM             | 11 | Terry Yorath    | 80' |
| CF             | 8  | Allan Clarke    |     |
| CF             | 9  | Joe Jordan      |     |
| Wisselspelers: |    |                 |     |
| GK             | 12 | Glan Letheren   |     |
| DF             | 13 | Trevor Cherry   |     |
| DF             | 14 | Peter Hampton   |     |
| MF             | 15 | Eddie Gray      | 80' |
| FW             | 16 | Duncan McKenzie |     |
| Coach:         |    |                 |     |
| Jimmy Armfield |    |                 |     |